# Антун Матија Рељковић
Антун Матија Рељковић (1732—1798) био је српски књижевник и официр из Славоније.

## Биографија
Антун Матија Рељковић се родио 6. јануар 1732. године у посавском месту Свињару (данас Давору) на реци Сави. Породица води порекло из Херцеговине, одакле се премештајући преко Босне (због ратова) прешавши реку Саву, населила у Свињару, селу на левој обали.
Славонско становништво махом православно, доживело је велико покатоличење након ослобођења од Турака, али се етнички (српски дух) дуго одржало, о чему сведоче стихови Рељковићеви. Хрватска страна га међутим својата, судећи по његовој (католичкој) вери, али Рељковћева "животна филозофија" и само књижевно дело - "Сатир", те старо порекло - су факта која и те како иду у прилог српској страни. На српски траг наводи и његов фамилијарац - потомак из 19. века. Године 1830. купио је ћириличну српску књигу у Новој Градишки, Гаврил Рељковић капетан из Свињара.
Поред његовог помињања јунака Марка Краљевића сина Вукашиновог, те поименце фрушкогорских православних манастира, као главни доказ ипак највише је цитиран стих из 4. главе "Сатира": O Slavonče, ti se vrlo varaš, Koji god mi tako odgovaraš; Vaši stari jesu knjigu znali, Srbski štili a srbski pisali.
У Свињару је 1732. године била војна посада - чета хајдучка (пешачка) под командом сатника (капетана) Стефана Рељковића, старином Босанца. Почетком те године родио се мали Матија, син капетанов. Када је 1741. године капетан кренуо у рат у Италију, обезбедио је услове да му син изучи школу. Предао је фратру Миховилу Павуновићу "редовнику и чувару државе Св. Ивана Капистранског у самостану (манастиру) Церничком". Основну школу је тако изучио код фрањеваца, а затим угледајући се на оца граничарског официра, ступио у аустријску војску као прост војник (1748). У војној хијерхији је брзо напредовао; када је произведен у заставника оженио се, да би 1753. године постао поручник царски. У седмогодишњем рату Аустрије против Пруске (1756-1763), Антун је учествовао у биткама код Колина и Братиславе. Када је део његовог Бродског пука био опкољен он је заробљен, заточен у Франкфурту на реци Одри. Књижевношћу је почео да се бави током интернације у кући свог домаћина. Научио је тада француски језик и почео да пише. Када се вратио у војну јединицу - Бродску регименту, борио се у још две битке, код Торгаве и Максена 1759. године. Када је 1767. године превео индијске приповетке, био је у чину оберлајтанта. Стекао је затим због заслуга чин сатника (капетана) и племићку титулу са предикатом От Ехрендорфа. Када се скрасио у Немачкој, ту је написао 1761. године своје главно дело "Сатир илити дивљи човик", објављено 1762. године у Дрездену.
Рељковићев син винковачки жупник Јосип Стефан Рељковић (умро 1801.) угледајући се на оца, написао је народном десетерцу дело "Кућник". Код сина у Винковцима је у старости живео и умро остарели Матија, и почива на тамошњем гробљу. Дана 27. септембра 1880. године подигнут му је достојан споменик и то над гробом, на Винковачком римокатоличком гробљу.

## Књижевни рад
Када је Славонија ослобођена од турске окупације кренуо је развој те области аустријског царства. Поред економског, социјалног важан је био и културно-образовни препород. Тада су славонски књижевници и реформатори попут Антуна Кажижлића Пожежанина, Матије Антуна Рељковића, Вида Дошена, Андрије Качића и други ступили на друштвену сцену. Да би утицали на народ кренули су са писањем народним језиком и латиницом. Био је то икавски говор штокавског дијалекта, карактеристичан за славонске католике.
Матија Рељковић је постао реформатор након стеченог вишегодишњег искуства по немачким земљама. У прилици је да пореди напредну и богату Пруску и њену супротност - Славонију, покушавајући да допринесе развитку и благостању свог завичаја. Након што опише оно чиме се може поносити, у свом делу опширно описује беду непросвећеног народа, критикује нерад, народне обичаје и празноверје, али остаје у великом респекту према цркви. Славонци су се под Турцима запустили, подивљали, заостали за цивилизацијом. Обраћа се у "Сатиру" свом једноставном Славонцу, којег "кори" због његових "рђавих обичаја и навика". Писао је Матија по Вуку - српским језиком боље и чистије, него многи савремени књижевници из Србије. Записао је и тако спасио од заборава, српску народну песму "Јакшићи кушају љубе" - објавио у "Сатиру". Ту песму, једну верзију је Вук Караџић много доцније записао од једног младића у Ужичкој нахији. Његов "Сатир" је "био лектира образованих православних Срба" и пре објављивања издања на ћирилици 1793. године. То прво издање штампано црквеним словима је приредио Стефан Рајић учитељ Долњоосечки, а објављено је трошком племића Александра "от Којића" из Беча. Друго издање ћирилично објављено је 1807. године у Будиму.
Рељковић је писао поучна књижевна дела у циљу просвећивања славонског села. Такође је преводио са француског и немачког више наслова, међу којима басне од Езопа (постхумно 1804.), Федра и Пилпаја (1767. године, мудрости једног индијског брамана). Преводи и стручне практичне књиге попут: "Права и појмиво исписана овчарница" (Осијек, 1776.), "Постанак народне правице и дужности људских" (Осијек, 1794.).
Остала дела су му: Нова славонска и нимачка граматика (1767), Славонске либарице (1761).